# Dunboyne
Dunboyne (Dún Búinne en irlandais) est un village du comté de Meath en république d'Irlande.
Situé près de la capitale Dublin, Dunboyne sera reconnecté au réseau ferroviaire national en 2009, lors de la réouverture de la ligne Navan-Maynooth.
Le village de Dunboyne compte 8 691 habitants.